# ラスカー山
ラスカー山（ラスカーさん、英: Mt. Lascar）とは、南アメリカ大陸のアンデス山脈に存在する山の1つである。成層火山の1つとしても知られており、現在も活火山である。なお、行政区分ではチリの北部のアントファガスタ州に属する。

## 概要
ラスカー山は、おおよそ南緯23度22分、西経67度44分に位置する。安山岩やデイサイトから成る成層火山である。ただし、現在の山体の下には、少なくとも6つの山頂（火口）が存在していたとされ、それらは後から噴出した火山性の噴出物によって覆われて、山は現在の形となっている。なお近年は、主に山体の北西斜面から溶岩を噴出することが多い。つまり、その下の山肌を覆っている最中であると言うこともできる。

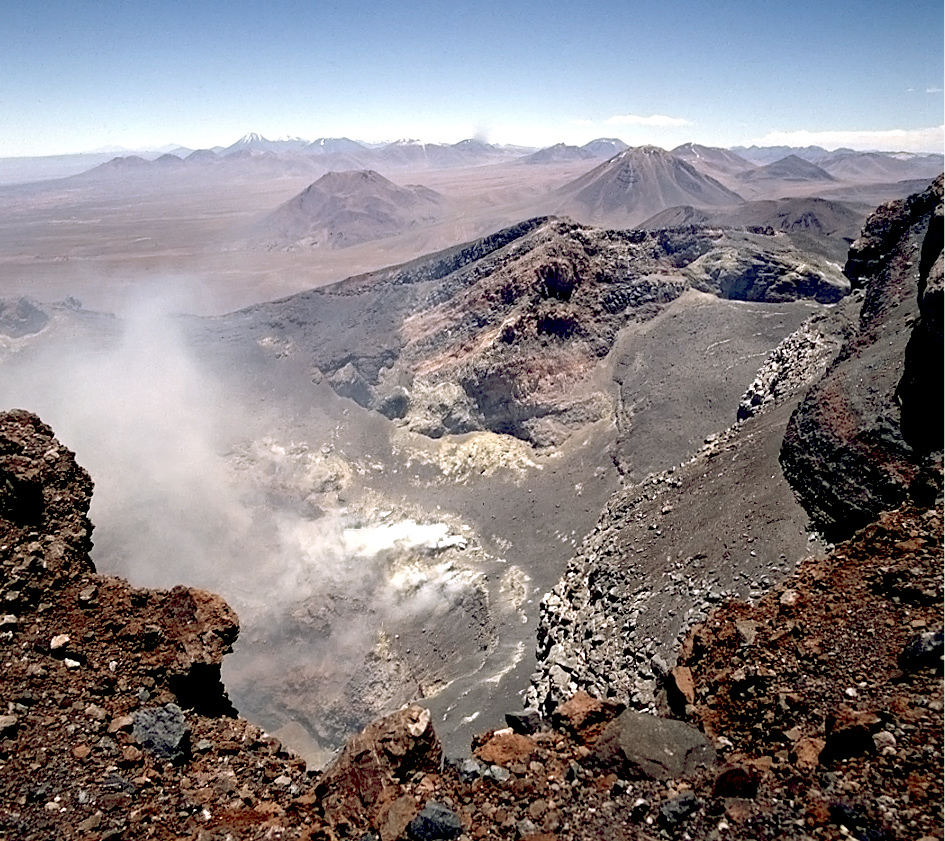
山頂火口
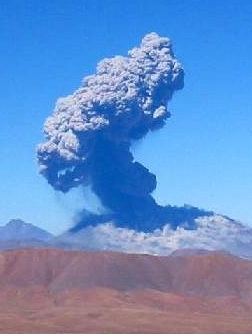
2006年の噴火

## 噴火の歴史
ラスカー山で最も大きな噴火が起こったのは、今から26500年前であると考えられている。そして9000年前にも大量の火山灰を噴出して周囲に撒き散らしたとされている。ただし、ラスカー山の噴火の文字記録が残っているのは、1848年以降のことである。これ以降、ラスカー山は中小規模の噴火を断続的に繰り返していることが記録されている。また、噴火の際はラスカー山から数百km離れた場所でも降灰が記録されることもあった。
そして現在でも、世界的に見ても比較的活発な火山活動をしている火山の1つとして知られている。最近起こった特に大きな噴火の例としては、1993年の噴火が挙げられる。この噴火では、火砕流が発生し、火砕流は山の北西約8.5kmまで達した。また、この噴火によって火山灰も撒き散らされたわけだが、ラスカー山から1600km以上南東に位置するアルゼンチンの首都ブエノスアイレスでも降灰が記録された。2014年現在において、最後の噴火記録は、2013年4月に起きた噴火である。